# Rachunek cyklu życia produktu
Rachunek kosztów cyklu życia produktu stanowi narzędzie, które służy do analizy kosztów produktu w poszczególnych fazach jego życia: od fazy przedprodukcyjnej, poprzez fazę produkcyjną aż po fazę poprodukcyjną. Przyjmuje on za założenie, że w poszczególnych fazach cyklu życia produktu są generowane różne przychody i koszty. Rachunek kosztów cyklu życia produktu pomaga w oszacowaniu rentowności produktu w długim okresie oraz w lepszym zarządzaniu kosztami, co w efekcie może przełożyć się na ich minimalizację.

## Koszty podczas poszczególnych faz cyklu życia produktu
| Faza                  | Opis                                                                                            |
| --------------------- | ----------------------------------------------------------------------------------------------- |
| Faza przedprodukcyjna | - koszty prac badawczych - koszty prac rozwojowych - koszty związane z przygotowaniem produkcji |
| Faza produkcyjna      | - koszty produkcji - koszty dystrybucji - koszty marketingowe                                   |
| Faza poprodukcyjna    | - koszty napraw gwarancyjnych - koszty likwidacji                                               |

Koszty pojawiające się podczas poszczególnych faz cyklu życia produktu są następujące:
Faza przedprodukcyjna
W fazie przedprodukcyjnej generowane są koszty związane z pracami prowadzonymi nad badaniem i rozwojem danego produktu, które mogą przykładowo obejmować badania laboratoryjne, ulepszanie produktu oraz jego testowanie. Po podjęciu decyzji o wypuszczeniu danego produktu na rynek w fazie tej pojawiają się również koszty związane z przygotowaniem produkcji (np. obejmujące zakup maszyn, organizację miejsca, w którym będzie prowadzona produkcja itp.).
Faza produkcyjna
Faza produkcyjna obejmuje koszty związane bezpośrednio z wytwarzaniem danego produktu (np. wynagrodzenia pracowników produkcyjnych, koszt zużytych materiałów i energii, koszt serwisowania maszyn itp.) oraz koszty wspomagające proces sprzedaży: koszty dystrybucji (np. koszty organizacji sieci sprzedaży, koszty transportu) oraz koszty związane z marketingiem (np. koszty reklamy).
Faza poprodukcyjna
W fazie poprodukcyjnej występują dwie grupy kosztów: koszty napraw gwarancyjnych oraz koszty likwidacji. Koszty napraw gwarancyjnych związane są z wadliwością sprzedawanego produktu – mogą one obejmować koszty wymiany produktu na nowy, koszty części zamiennych czy te związane z dostarczeniem serwisowanego produktu do klienta. Koszty likwidacji pojawią się po podjęciu decyzji o zaprzestaniu produkcji i sprzedaży danego produktu. Mogą one obejmować przykładowo koszty likwidacji maszyn, zwolnień pracowników bezpośrednio produkcyjnych itp.